# Lepanthes evansiae
Lepanthes evansiae är en orkidéart som beskrevs av Carlyle August Luer och Alexander Charles Hirtz. Lepanthes evansiae ingår i släktet Lepanthes och familjen orkidéer. Inga underarter finns listade i Catalogue of Life.